# Асбат аль-Ансар
«Асбат аль-Ансар» (араб. عصبة الأنصار‎, ʿУс̣бат аль-ʾАнс̣а̄р) — исламистская фундаменталистская террористическая организация суннитского толка. Организация, созданная в 1985 году шейхом Хишамом Шрейди со штаб-квартирой в палестинском лагере беженцев «Айн аль-Хильва» в районе ливанского города Сайда.
«Асбат аль-Ансар» признана террористической организацией в Великобритании, Канаде, Казахстане и России. Боевики группировки по некоторым данным[каким?] были причастны к похищению российских дипломатов в Ираке.